# Magnesiohögbomite-2N2S
La magnesiohögbomite-2N2S è un minerale appartenente al gruppo dell'högbomite. È stata descritta nel 1916 da Axel Gavelin in seguito ad un ritrovamento avvenuto nella zona di Ruoutevare nella provincia della Lapponia svedese, il nome originario del minerale (högbomite) è stato attribuito in onore del sessantesimo compleanno del professore di mineralogia e geologia Arvid Gustaf Högbom.

## Origine e giacitura
La magnesiohögbomite-2N2S è un costituente di rocce di minerali di ferro, associata con ilmenite, magnetite, pleonaste e corindone.

## Sinonimi
La magnesiohögbomite-2N2S al momento della descrizione nel 1916 fu denominata högbomite in occasione del sessantesimo compleanno del professore di mineralogia e geologia dell'Università di Uppsala Arvid Gustaf Högbom.
Nel 1963 McKie, conducendo studi più approfonditi sulla struttura cristallografica di vari campioni di questo minerale, individuò numerosi politipi pertanto il minerale in questione venne ridenominato högbomite-4H.
Nel 1967, Peacor individuò nella nigerite e nell'högbomite una struttura basata su un impacchettamento più compatto di atomi di ossigeno e quindi propose una nomenclatura basata sui multipli della distanza fra gli strati di atomi di ossigeno e quindi il campione originario cambiò nuovamente nome diventando högbomite-8H.
Nel 2003 è stata effettuata una sistematizzazione dei gruppi dell'högbomite e della nigerite che ha portato ad una nuova ridenominazione dove il prefisso magnesio indica che nel minerale il modulo spinello è dominato dalla componente MgAl2O4 ed N ed S indicano la sequenza dei moduli spinello e nolanite.